# Condado de McIntosh (Georgia)
El condado de McIntosh (en inglés: McIntosh County), fundado en 1793, es uno de 159 condados del estado estadounidense de Georgia. En el año 2007, el condado tenía una población de 11 420 habitantes y una densidad poblacional de 10 personas por km². La sede del condado es Darien. El condado recibe su nombre en honor al general Lachlan McIntosh. El condado también forma parte del área metropolitana de Atlanta.
En julio de 1526, Vázquez de Ayllón y sus hasta 600 tripulantes organizaron una expedición formada por seis barcos que exploraría las costas de las Carolinas con el fin de fundar un asentamiento estable en la zona y comenzar a adentrarse tierra adentro. Desde la isla caribeña de La Española (hoy la República Dominicana y Haití) partieron hacia el este de EEUU, explorando las costas de Georgia, Carolina del Sur y Carolina del Norte. Las últimas investigaciones realizadas sobre el viaje de Vázquez de Ayllón afirman que desembarcaron en la parte continental de Georgia, en lo que hoy es el condado de McIntosh y allí fundaron el asentamiento de San Miguel de Guadalupe: el primer asentamiento europeo en América del Norte. No obstante, otros investigadores sostienen que, según testimonios escritos de los años posteriores a la expedición del adelantado, el explorador habría establecido el asentamiento de San Miguel de Guadalupe más al norte, en la bahía de Chesapeake, dándole el nombre de bahía de Santa María, como se puede ver en un mapa de 1529 de Diego Ribero.
Las razones de la falta de seguridad a la hora de determinar la localización exacta del asentamiento se deben a que Vázquez de Ayllón falleció durante el viaje, en octubre de 1526, lo que imposibilitó que dejara evidencias por escrito de sus descubrimientos. Además, las inclemencias del tiempo en la zona y la falta de alimentos obligaron a los 150 pobladores supervivientes a regresar a La Española, abandonando el asentamiento a los pocos meses de su fundación. 

## Geografía
Según la Oficina del Censo, el condado tiene un área total de 1488 km² (574,5 mi²), de la cual 1123 km² (433,6 mi²) es tierra y 365 km² (140,9 mi²) (24.56%) es agua.

### Condados adyacentes
- Condado de Liberty (norte)
- Condado de Glynn (sur)
- Condado de Wayne (oeste)
- Condado de Long (sureste)

## Demografía
Según el censo de 2000,, los ingresos medios por hogar en el condado eran de $30 102, y los ingresos medios por familia eran $34 363. Los hombres tenían unos ingresos medios de $29 782 frente a los $19 598 para las mujeres. La renta per cápita para el condado era de $14 253. Alrededor del 18.70% de la población estaban por debajo del umbral de pobreza.

## Transporte

### Principales carreteras
- Interestatal 95
- U.S. Route 17
- Ruta Estatal de Georgia 57
- Ruta Estatal de Georgia 99
- Ruta Estatal de Georgia 131
- Ruta Estatal de Georgia 251

## Localidades
- Darien

### Comunidades no incorporadas
- Crescent
- Eulonia
- Townsend
- Valona